# 東免田駅
東免田駅（ひがしめんだえき）は、熊本県球磨郡あさぎり町免田にあるくま川鉄道湯前線の駅である。駅番号は9。

## 歴史
- 1963年（昭和38年）4月5日：日本国有鉄道の駅として開業[1]。旅客のみを取り扱う駅員無配置駅[2]。
- 1987年（昭和62年）4月1日：国鉄分割民営化に伴い九州旅客鉄道（JR九州）の駅となる[1]。
- 1989年（平成元年）10月1日：第三セクター転換により、くま川鉄道の駅となる[1]。
- 1993年（平成5年）3月：ホームにリュウキンカの花びらをイメージした屋根が設置される[3]。

## 駅構造
4両が停車出来る短い単式ホーム1面1線を有する地上駅。無人駅で待合室があり、公衆電話が隣接する駐輪場内にある。トイレは駅前広場にある。ホーム上にはリュウキンカの花びらをイメージした黄色の傘型オブジェがあり、ベンチの屋根を兼ねている。

## 利用状況
1日の平均乗降人員は以下の通りである。
| 1日乗降人員推移 | 1日乗降人員推移 |
| 年度            | 1日平均人数     |
| --------------- | --------------- |
| 2011年          | 79              |
| 2012年          | 71              |
| 2013年          | 75              |
| 2014年          | 65              |
| 2015年          | 69              |
| 2016年          | 69              |
| 2017年          |                 |
| 2018年          | 63              |

## 駅周辺

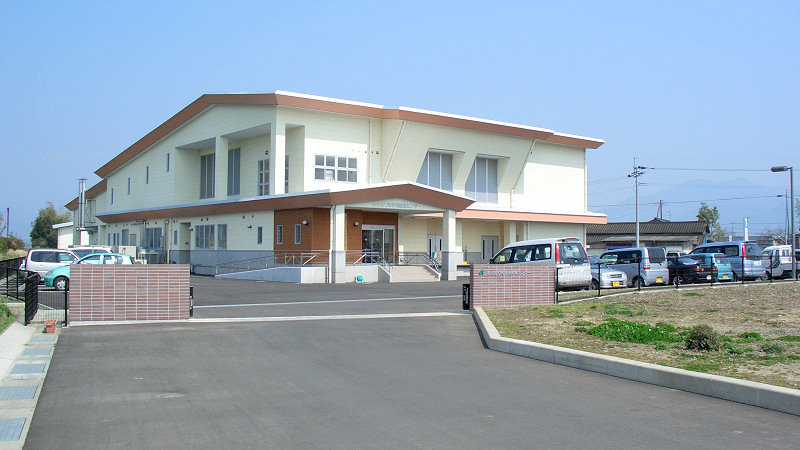
あさぎり町学校給食センター

周辺には民家が散在し、すぐ近くには築地の集落がある。駅前にバス停はないが、国道219号沿いに産交バスの築地バス停がある。
- あさぎり町学校給食センター
- 築地五輪塔群
- 国道219号

## 隣の駅
くま川鉄道
■湯前線
あさぎり駅（8） - 東免田駅（9） - 公立病院前駅（10）